# Home counties

Condados alrededor de Londres en la primera parte del siglo XX 1. Buckinghamshire, 2. Hertfordshire, 3. Essex, 4. Berkshire, 5. Middlesex, 6. Surrey, 7. Kent, 8. Sussex y Condado de Londres (amarillo). (Este mapa usa las fronteras de los condados históricos)

Los home counties son los condados del Este y Sudeste de Inglaterra (Reino Unido) que rodean Londres, no incluyendo la propia capital. Aunque no existe una definición exacta del término, según el Oxford English Dictionary, incluyen a Surrey, Kent, Essex y Middlesex (también conocido como el Capital County, por incluir a Londres), a los cuales se añaden los de Hertfordshire, Buckinghamshire, Berkshire y Sussex.
Los home counties están asociados con un nivel de vida más alto que otras zonas del país, y, sobre todo, con la clase media conservadora de Inglaterra. Según el Collins English Dictionary, tras registrarse su primer uso en 1828, tuvo un auge a mediados del siglo XX. No obstante algunos picos desde entonces, su uso ha ido decreciendo.

## Críquet
A efectos del críquet, la Home Counties Premier Cricket League incluye a los clubs procedentes de Berkshire, Buckinghamshire y Oxfordshire y, sólo hasta finales de la temporada 2014/15, Hertfordshire.